# وليام كارلسن
وليام كارلسن (26 يوليو 1910 – 5 أكتوبر 1986) هو سبّاح نرويجي راحل، مثّل بلاده في الألعاب الأولمبية الصيفية 1932.

## روابط خارجية
وليام كارلسن على موقع الاتحاد الدولي للسباحة (الإنجليزية)
- وليام كارلسن على موقع اللجنة الأولمبية الدولية (الإنجليزية)
- وليام كارلسن على موقع أوليمبيديا (الإنجليزية)